# Плейнвью (Арканзас)
Плейнвью (англ. Plainview, Arkansas) — город, расположенный в округе Йелл (штат Арканзас, США) с населением в 755 человек по статистическим данным переписи 2000 года.

## География
По данным Бюро переписи населения США Плейнвью имеет общую площадь в 3,63 квадратных километров, водных ресурсов в черте населённого пункта не имеется.
Город Плейнвью расположен на высоте 129 метров над уровнем моря.

## Демография
По данным переписи населения 2000 года в Плейнвью проживало 755 человек, 212 семей, насчитывалось 287 домашних хозяйств и 347 жилых домов. Средняя плотность населения составляла около 204 человек на один квадратный километр. Расовый состав Плейнвью по данным переписи распределился следующим образом: 92,85 % белых, 0,13 % — чёрных или афроамериканцев, 0,53 % — коренных американцев, 0,13 % — представителей смешанных рас, 6,36 % — других народностей. Испаноговорящие составили 6,36 % от всех жителей города.
Из 287 домашних хозяйств в 34,8 % — воспитывали детей в возрасте до 18 лет, 56,8 % представляли собой совместно проживающие супружеские пары, в 10,1 % семей женщины проживали без мужей, 26,1 % не имели семей. 24,4 % от общего числа семей на момент переписи жили самостоятельно, при этом 13,6 % составили одинокие пожилые люди в возрасте 65 лет и старше. Средний размер домашнего хозяйства составил 2,63 человек, а средний размер семьи — 3,06 человек.
Население города по возрастному диапазону по данным переписи 2000 года распределилось следующим образом: 28,2 % — жители младше 18 лет, 10,3 % — между 18 и 24 годами, 26,4 % — от 25 до 44 лет, 17,1 % — от 45 до 64 лет и 18,0 % — в возрасте 65 лет и старше. Средний возраст жителей составил 34 года. На каждые 100 женщин в Плейнвью приходилось 97,6 мужчин, при этом на каждые сто женщин 18 лет и старше приходилось 97,8 мужчин также старше 18 лет.
Средний доход на одно домашнее хозяйство в городе составил 26 583 доллара США, а средний доход на одну семью — 30 500 долларов. При этом мужчины имели средний доход в 19 444 доллара США в год против 20 000 долларов среднегодового дохода у женщин. Доход на душу населения в городе составил 16 247 долларов в год. 7,5 % от всего числа семей в округе и 14,3 % от всей численности населения находилось на момент переписи населения за чертой бедности, при этом 19,1 % из них были моложе 18 лет и 10,7 % — в возрасте 65 лет и старше.